# Serdîțea, Pustomîtî
Serdîțea (în ucraineană Сердиця) este un sat în așezarea urbană Șciîreț din raionul Pustomîtî, regiunea Liov, Ucraina.

## Demografie
Componența lingvistică a localității Serdîțea
     Ucraineană (99,4%)
     Alte limbi (0,6%)
Conform recensământului din 2001, majoritatea populației localității Serdîțea era vorbitoare de ucraineană (99,4%), existând în minoritate și vorbitori de alte limbi.